# Oren Amiel

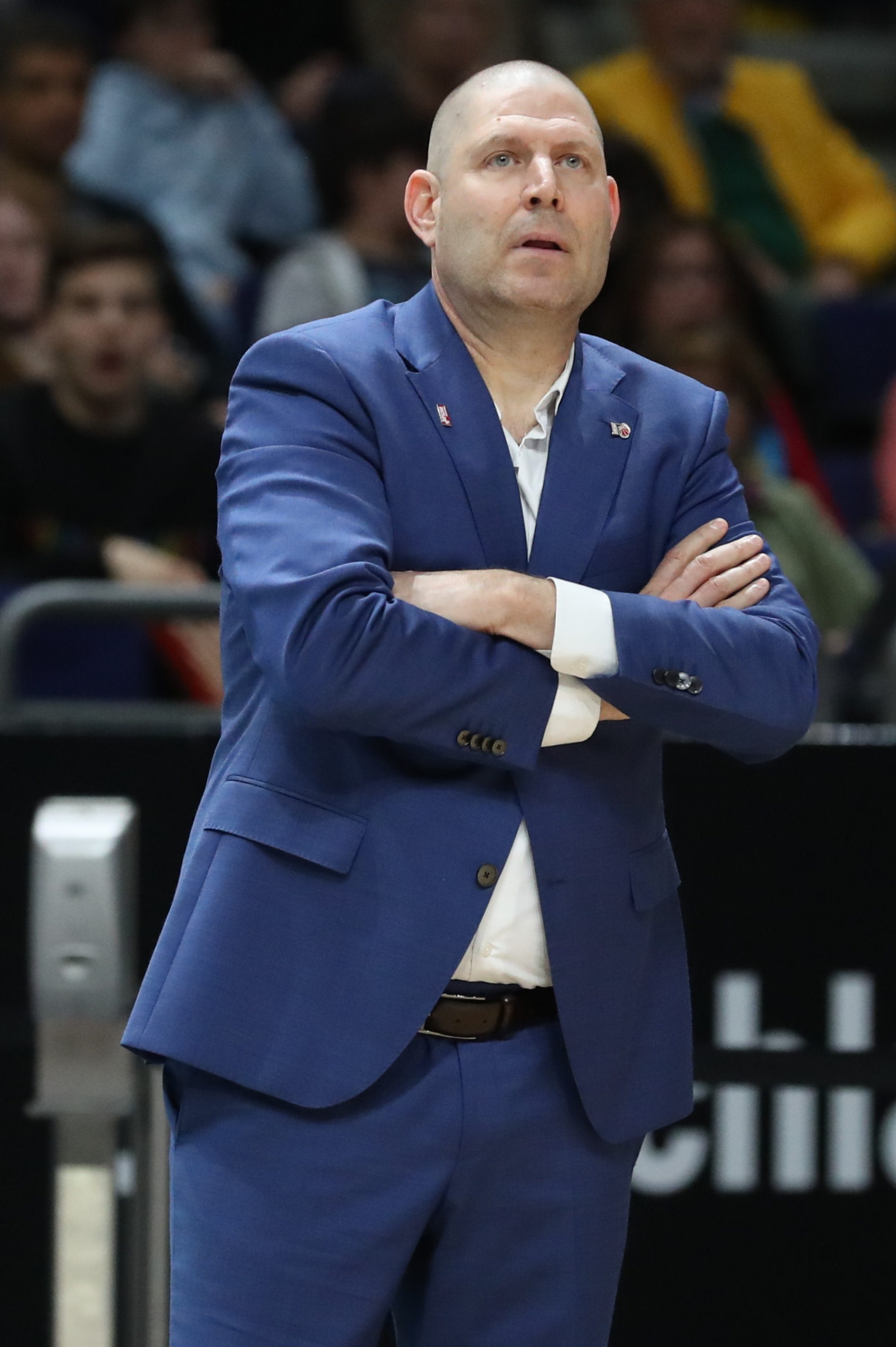
Oren Amiel (2022)

Oren Amiel (hebräisch אורן עמיאל‎; * 19. Dezember 1971) ist ein israelischer Basketballtrainer und ehemaliger -spieler.

## Laufbahn

### Spieler
Amiel spielte von 1994 bis 1999 für Galil Elion in der höchsten Liga Israels. Er kam auf der Position des Aufbauspielers zum Einsatz.

### Trainer
Bei derselben Mannschaft begann er seine Trainerlaufbahn in der Saison 2004/05 als Assistent von Oded Kattash. In der Saison 2005/06 war er zeitweilig Cheftrainer der Mannschaft, dann wieder Co-Trainer. 2007 wechselte er mit Kattash zu Maccabi Tel Aviv, arbeitete jedoch nur kurz für die Mannschaft. In der Saison 2008/09 arbeitete Amiel als Cheftrainer beim Zweitligisten Hapoel Yokneam/Megido, in den Spieljahren 2009/10 und 2010/11 betreute er in derselben Spielklasse Hapoel Nazareth Elite, ebenfalls als hauptverantwortlicher Trainer.
2011 wurde Amiel Co-Trainer bei CEZ Nymburk in Tschechien, Cheftrainer dort war sein Landsmann Ronen Ginzburg. Amiel arbeitete bis 2014 in Nymburk. 2014/15 war er Co-Trainer von Hapoel Jerusalem, zur Saison 2015/16 kehrte Amiel nach Nymburk zurück, war dort erneut als Assistent von Ronen Ginzburg tätig. 2017 stieg Amiel bei dem tschechischen Erstligisten zum Cheftrainer auf. Er wurde als bester Trainer der Champions-League-Saison 2019/20 ausgezeichnet. Amiel blieb bis 2021 in Nymburk im Amt. 2018, 2019, 2020 und 2021 wurde er mit Nymburk tschechischer Meister. Unter seiner Leitung gewann die Mannschaft 152 von 154 Heimspielen, im europäischen Vereinswettbewerb Champions League erreichte Amiel mit Nymburg eine Bilanz von 37 Siegen und 21 Niederlagen. 2020 und 2021 stand er mit der Mannschaft in der Champions League unter den besten Acht.
Er wurde Ende Juni 2021 als neuer Cheftrainer von Hapoel Jerusalem vorgestellt. Ende Oktober 2021 wurde er entlassen. Der deutsche Bundesligist Brose Bamberg verpflichtete Amiel Ende November 2021 als neuen Cheftrainer. Er wurde im Februar 2024 entlassen. In der Saison 2024/25 betreute er die Kawasaki Brave Thunders in Japan.
In der Sommerpause 2025 kehrte Amiel zu CEZ Nymburk zurück und wurde erneut Trainer der Mannschaft.